# 段山本町
段山本町（だにやまほんまち）は熊本県熊本市中央区の町名。2024年7月1日時点の人口は512人。郵便番号は860-0006。

## 地理
段山本町は熊本市中心部に位置する地域である。北西で花園、北で上熊本、東で古京町、南で新町、西で島崎と隣接する。

## 歴史
もとは島崎町大字宮内、宮内、花園町の一部であった。

### 沿革
- 1969年（昭和44年）8月1日 - 島崎町大字宮内、宮内、花園町のそれぞれ一部から新設[4]。
- 2012年（平成24年）4月1日 - 熊本市が政令指定都市に移行した事に伴い、所属が熊本市中央区になる。
- 2025年（令和7年）8月11日 - 集中豪雨により井芹川（熊本市西区）が氾濫。杉塘停留場付近までの広いエリアが水没した[5]。

## 世帯数と人口
2024年（令和6年）8月1日現在の世帯数と人口は以下の通りである。
| 町丁     | 世帯数  | 人口  |
| -------- | ------- | ----- |
| 段山本町 | 309世帯 | 512人 |

## 小・中学校の学区
市立小・中学校に通う場合、学区は以下の通りとなる。
| 番地 | 小学校             | 中学校             |
| ---- | ------------------ | ------------------ |
| 全域 | 熊本市立一新小学校 | 熊本市立西山中学校 |

## 交通

### 鉄道
熊本市電（B系統）段山町停留場・杉塘停留場

### バス
産交バス・熊本都市バス - 杉塘バス停（段山バス停があるが、域内ではなく隣接する新町及び古京町に位置している。）